# Zonensammler

Animation zur Anwendung eines Zonnensammlers

Ein Zonensammler ist ein Gerät zur Entnahme von Proben aus Schüttgütern, z. B. für Kaffeebohnen oder Getreide. Er wird in das Gut gesteckt, gedreht und herausgezogen. Dadurch wird eine Probe entnommen und es lässt sich feststellen, wie die Qualität des Gutes in unterschiedlicher Tiefe ist.
Der Zonensammler ist meist ein hohler Metallzylinder, der an der Seite eine Öffnung (oder mehrere) aufweist. Durch die Drehbewegung gelangt das Schüttgut in den Zylinder und kann nach dem Herausziehen entnommen werden.

## Versionen

### Allschicht-Sammler
Diese Zonensammler werden auch Allschicht-Bohrer genannt. Sie haben ein offenes Innenrohr, mit ihnen kann eine Allschicht-Probe speziell aus stark verdichteten Substanzen  gezogen werden. Die Proben der einzelnen Zielpunkte werden vermischt, somit erhält man einen Querschnitt durch das gesamte Gut.

### Multi-Sammler
Die Multi-Zonensammler haben getrennte Sammelkammern. Es werden einzelne Zielpunkt-Proben entnommen, die getrennt voneinander analysiert werden können. Somit kann die Qualität des Gutes an verschiedenen Stellen bestimmt werden.
Uno-Sammler
Der Uno-Sammler hat nur eine Sammelkammer. Mit dieser Kammer kann an einer bestimmten Stelle eine Zielpunktprobe entnommen werden.